# 승강기안전위원회
승강기안전위원회는 한국승강기안전공단의 조사 보고를 토대로 사고의 원인과 책임을 재조사하기 위하여 설립된 대한민국 행정안전부 소속의 합의제 행정기관이다. 2005년 9월 21일 산업자원부 소속으로 설립 되었다가 2008년 정부조직 개편 이후 행정안전부로 이관되었다.

## 설립 근거
- 승강기 안전관리법

## 주요 업무
- 승강기 안전에 관한 종합적인 시책
- 부품안전인증 기준의 제정 또는 개정
- 승강기안전인증 기준의 제정 또는 개정
- 부품안전인증 업무의 대행기관 지정
- 정기검사 업무의 대행기관 지정
- 승강기 안전산업의 기반 조성을 위한 시책
- 그 밖에 승강기 안전관리 관련 중요 정책사항으로서 행정안전부장관이 회의에 부치는 사항

## 같이 보기
- 한국승강기안전관리원
- 한국승강기안전기술원
- 한국승강기대학